# 莱拉·哈尔梅

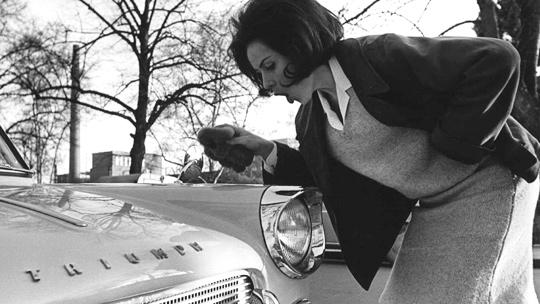
莱拉·哈尔梅（摄于1964年）

莱拉·哈尔梅（芬蘭語：Laila Halme，1934年3月4日—2021年11月28日）是一名出生于芬兰耶斯基（现为属于俄罗斯的列索戈尔斯基）的歌手。曾以一首《我的回忆之歌》（“Muistojeni laulu”）代表芬兰参加1963年欧洲歌唱大赛。她以0分的成绩与代表荷兰的歌手安妮·帕尔门、代表瑞典的歌手莫妮卡·泽特伦德以及代表挪威的歌手阿妮塔·塔莱于格并列13位。